# Lago (Balavé)
Pour les articles homonymes, voir Lago.
Lago est un village du département et la commune rurale de Balavé, dans la province des Banwa et la région de la Boucle du Mouhoun au Burkina Faso.